# Rudná (Svitavyi járás)
Rudná település Csehországban, a Svitavyi járásban. Rudná Březová nad Svitavou, Brněnec, Březina, Janůvky, Želivsko, Pohledy és Slatina településekkel határos. Lakosainak száma 139 fő (2024. január 1.).

## Népesség
A település lakosságának változását az alábbi diagram mutatja:
| Lakosok száma | 519  | 694  | 518  | 265  | 239  | 200  | 172  | 163  | 149  | 139  |
|               | 1869 | 1890 | 1921 | 1950 | 1980 | 2001 | 2017 | 2019 | 2022 | 2024 |